# アリオ蘇我
- セブン&アイ・ホールディングス
  - イトーヨーカ堂 > アリオ > アリオ蘇我
  - セブン&アイ・クリエイトリンク > アリオ > アリオ蘇我

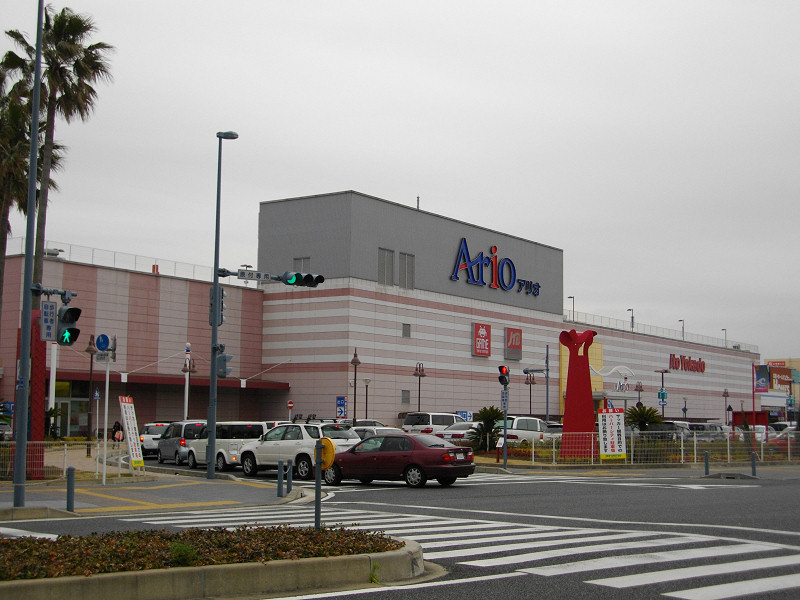
イトーヨーカ堂側

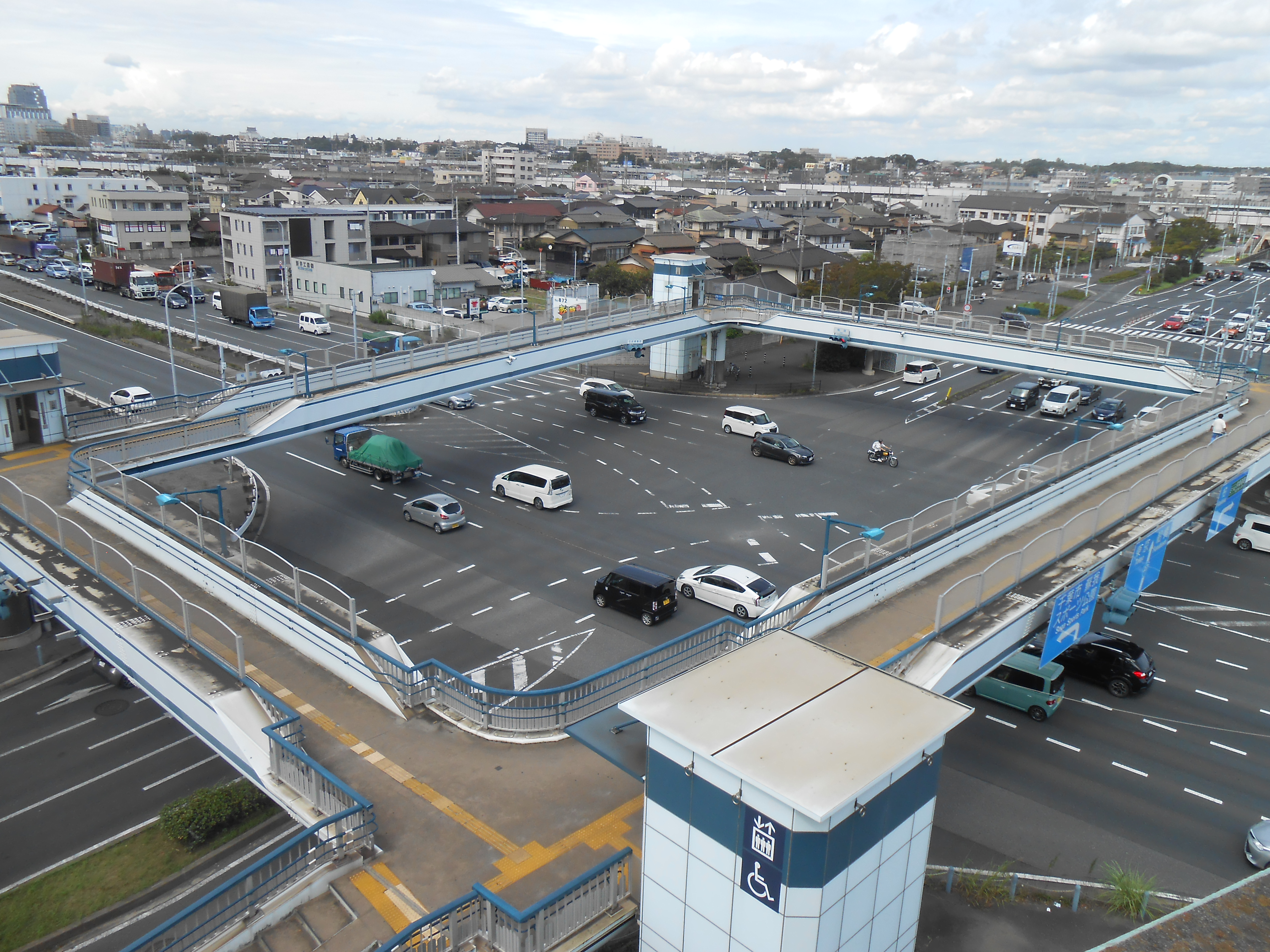
国道357号稲荷交差点全体。歩道橋の左の角の部分がアリオ蘇我の2階に連結されている。

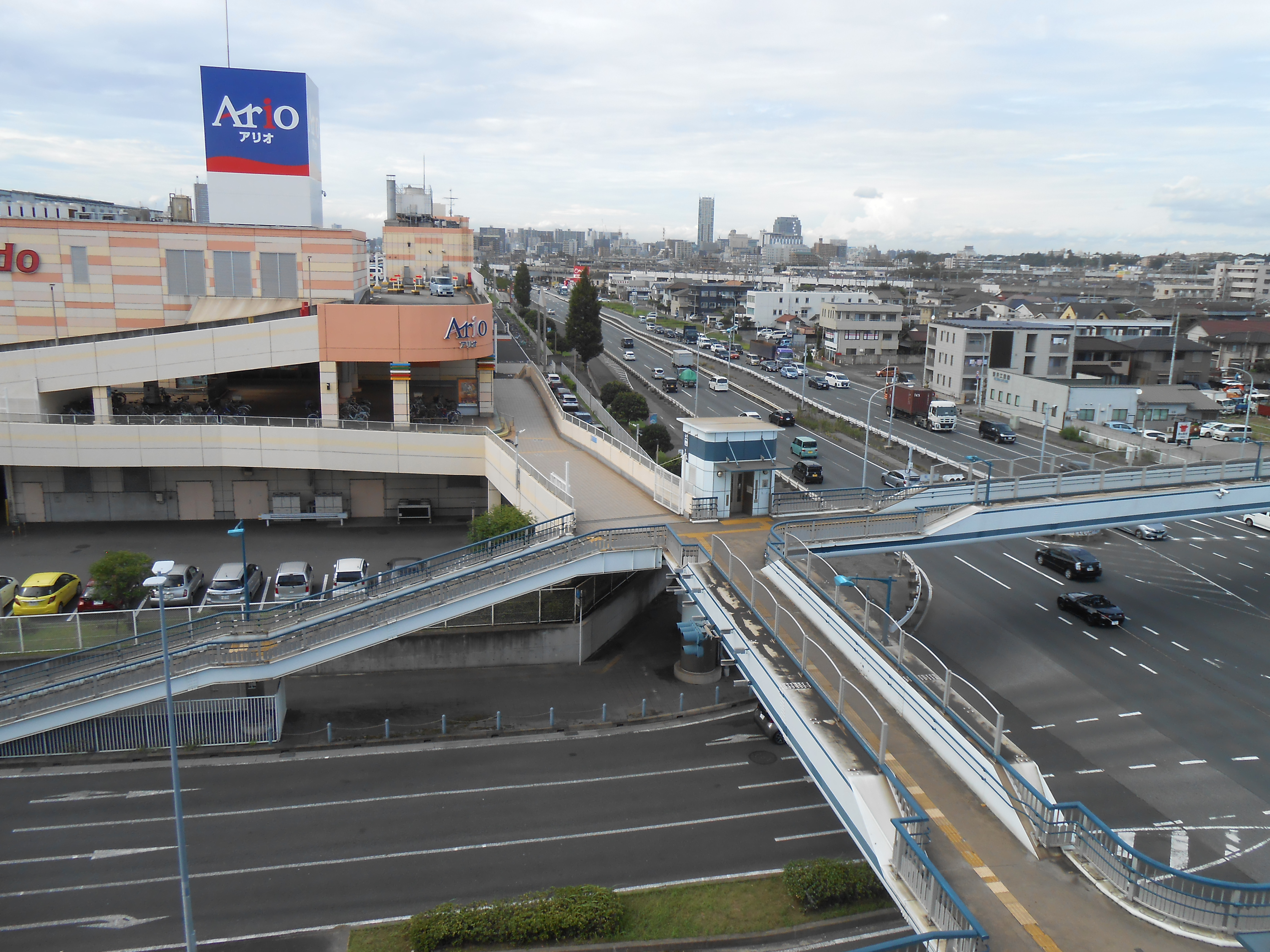
稲荷交差点の歩道橋とアリオ蘇我との連結部分。

アリオ蘇我（アリオそが）は、千葉県千葉市中央区川崎町に所在する複合商業施設である。

## 概要
JFEスチール東日本製鉄所千葉地区（旧・川崎製鉄）の跡地を再開発したハーバーシティ蘇我の一角に開店したもので、イトーヨーカ堂蘇我店とアリオモールで構成されている。
イトーヨーカ堂と三井物産の共同出資会社モール・エスシー開発（現 セブン&アイ・クリエイトリンク）が運営する大型ショッピングセンターであり、「アリオ」としては最初の店舗であった。
当施設のあるハーバーシティ蘇我内で隣接している娯楽施設を中心とする延べ床面積約23,591m2の「フェスティバルウォーク」と家具店とホームセンターが一体となった延べ床面積約58,267m2の「島忠ホームズ」（店舗面積は屋内約33,000m2、屋外約2,000m2）があり、島忠ホームズとは歩行者用の陸橋で接続されている。
しかし、これらの3施設は、中央分離帯のある四車線の公道と荷受け施設で分断されて売り場など来店客向けの施設間の距離が長いことから、来店客の流れも繋がり難く、一体的なショッピングセンターとはなっていない。
また、国道357号沿いに立地しているが、その国道357号の平均通行速度は開業前後で約21kmと遅いことから、自動車での来店時の走行時間15分圏の人口が、当施設から5km圏の人口を約20%下回るなど自動車での来店には問題が多いとされている。
その他にも、当施設の北部や西部には、開業時点でも千葉市の中心市街地のほか幕張地区や船橋市内などに大型店が多数あることから、その方面からの来客が期待しにくい立地とされている。
そのため、当施設の南部や東部方向が開業時点での主要な商圏と見込まれており、開業時点で半径3km圏内約9.3万人、同5km圏内約23.8万人、同10km圏内約90.3万人という周辺人口の割には実際の商圏人口は少ないと見られている。
海側には、JFEスチール東日本製鉄所千葉地区が隣接する。

## テナント
ショッピングセンター内にはイトーヨーカドーアリオ蘇我店を核店舗に、開業時点ではファッション、レストランなど85の専門店が入居しており、その内物販店が52店を占めていた。
開業時点では、イトーヨーカドーと反対側の端に1階には無印良品とフランフラン、2階にはスーパースポーツゼビオを配置して準核店舗としていた。
しかし、オンワードなどの有力なファッション関連の大型ショッピングセンターによく出店している有力企業が開業時点での出店を見送ったことから、専門店の質的な集積に課題を残す形での開業となった。
また、核店舗のイトーヨーカドーも店舗面積が約15,000m2と競合するイオンの総合スーパーと比べて小規模であることから、品揃えを充実させることが困難とみられている。
その後、2014年（平成26年）7月21日時点では98店舗となっている。駐車場は5,800台収容。ショッピングセンターとして千葉県内有数の規模となる。
出店テナントの一覧・詳細情報は公式サイト「フロアガイド」を参照。

## アクセス

### 鉄道
蘇我駅西口よりハーバーシティ蘇我の無料シャトルバスまたは徒歩15分。

### 路線バス
千葉みなと駅西口・千葉寺駅から九十九里鐡道で運行されている。

### 自動車・バイク・自転車
京葉道路蘇我インターチェンジから約5分、国道357号線稲荷交差点近く。駐車台数6118台。駐輪台数1360台。